# Emma Hamilton (atriz)
Emma Hamilton (Melbourne, 1984) é uma atriz australiana nascida britânica, e aparece desempenhando uma personagem na terceira e quarta temporada do drama da Showtime The Tudors, retratando Anne Stanhope (Anne Seymour). Ela é mais conhecida pelo seu papel como Laura Wingfield na produção do Royal Exchange Theatre The Glass Menagerie (2008), atuando ao lado de Brenda Blethyn no seu papel de Amanda Wingfield.